# 브릿지바이오테라퓨틱스
브릿지바이오테라퓨틱스(영어: Bridge Biotherapeutics)는 대한민국의 신약개발 기업이다.
본사는 경기도 성남시 분당구 판교로 255번길 58 씨즈타워 303호에 위치해 있으며 대표이사는 이정규이다.
 기술수출 없이 신약개발에 몰두하는 동안 법차손 규모가 크게 증가하여 관리종목 지정 위험에 처해 있다 외국인 지분율은 약 1.30%이다.

## 상장
2019년 12월 20일에 주관사를 대신증권, KB증권으로 공모가 60,000원에 코스닥 시장에 상장하였다.

## 참고문헌
1. ↑  이달미, 한국IR협의회 기업리서치센터 기업분석 브릿지바이오테라퓨틱스, 2023-05-22
2. ↑  산업분석-브릿지바이오테라퓨틱스 하나증권 2024년 9월 3일
3. ↑  브릿지바이오 "연내 추가 자금 조달 없다…2025년까지 런웨이 확보", 히트뉴스, 2023-10-04
4. ↑  브릿지바이오, ‘BBT-401’ UC 2a상 “유효성 입증못해”, 바이오스펙테이터, 2023-02-18
5. ↑  브릿지바이오테라퓨틱스 Investor Relations Material 2023 신년 기업설명회
6. ↑  브릿지바이오, 2023 바이오 USA서 기업 소개 발표 성료, 메디포뉴스, 2023-06-07
7. ↑  차지현, 브릿지바이오, 상장특례만료 첫해 눈덩이 '법차손', 더벨, 2024-03-07
8. ↑  Issue Comment 브릿지바이오테라퓨틱스 대신증권 기업분석 2023-06-29
9. ↑  유진투자증권 2020-01-15